# Azolni antimikotik
Azolni antimikotiki so skupina protiglivnih učinkovin s širokim spektrom delovanja. Zavirajo glivni encim 14α-demetilaza, ki pretvarja lanosterol v ergosterol. Ergosterol je poglavitni sterol, ki gradi glivno celično opno.

## Mehanizem delovanja
Azolni antimikotiki zavirajo delovanje encima 14α-demetilaza in s tem biosintezo glivnega ergosterola. Vežejo se na hemsko skupino encima in tako preprečijo oksidativno demetilacijo lanosterola v ergosterol. Zaradi pomanjkanja ergosterola je zmanjšana obstojnost glivne celične opne.
Spremenjena celična opna vodi v poveočano prepustnost za ione in organske molekule, moteno pa je tudi delovanje membranskih encimov.
Pomanjkanje ergosterola vpliv tudi na sintezo hitina. Posledično se poruši integriteta celične stene. Zaradi inhibicije sinteze ergosterola se kopičijo tudi toksični prekurzorji, ki vplivajo na razvoj glivnih celic in povečajo njihovo občutljivost na gostiteljev obrambni mehanizem.

## Razvrščanje in predstavniki
Azolne antimikotike razdelimo kemijsko na dve skupini:
- imidazolni antimikotiki
  - bifonazol
  - flutrimazol
  - ketokonazol
  - klotrimazol
  - mikonazol in
- triazolni antimikotiki
  - flukonazol
  - itrakonazol
  - posakonazol
  - ravukonazol
  - vorikonazol

Imidazolne učinkovine vsebujejo obroč z dvema dušikovima atomoma. Uporabljajo se zlasti topično, v sistemski uporabi pa so jih skoraj povsem nadomestili triazoli, ki v obroču vsebujejo tri dušikove atome. Triazoli izkazujejo ugodnejše farmakokinetične lastnosti ter manj neželenih učinkov pri sistemski uporabi, saj skorajda nimajo vpliva na zaviranje sinteze sterolov v človeškem organizmu, temveč selektivno motijo le sintezo ergosterola v glivnih celicah.

## Uporaba
Uporabljajo se topično, na primer za zdravljenje atletskega stopala, ter sistemsko. Učinkoviti so na primer pri kandidozi, kandidemiji, kriptokokozi ...

## Neželeni učinki
Pri topični uporabi so neželeni učinki razmeroma redki, pojavijo se v glavnem le pri peroralnem vnosu, na primer hepatotoksičnost pri ketokonazolu, flukonazolu in itrakonazolu. Povzročijo lahko slabost, bruhanje, neješčnost, osip, srbež, povišanje jetrnih encimov, slabokrvnost, levkopenijo, trombocitopenijo, glavobol ...